# Mingala Taungnyunt Township
Mingala Taungnyunt Township (birmanês:  မင်္ဂလာ‌တောင်ညွန့် မြို့နယ်; também Mingalar Taung Nyunt) é uma township de Yangon, Myanmar. Localizada na parte centro-leste da cidade, a township é composta por 20 wards, e faz divisa com Dagon township, a oeste, Bahan township ao norte, Botataung township ao sul, Kyauktada township a sudoeste, e  Pazundaung Creek e Dawbon township a leste.
Com cerca de 100.000 habitantes, é uma das townships mais populosas da cidade. Mingala Taungnyunt tem 22 escolas primárias, duas escolas de ensino médio e seis escolas superiores.

## Turismo
A Estação Ferroviária Central de Yangon e o  Estádio Aung San estão localizados no lado oeste da township, próximo ao centro da cidade. Mingala Taungnyunt township fazia parte do plano original da cidade desenhado pelos britânicos. Alguns dos edifícios e estruturas de "importância arquitetônica" são agora considerados pontos turísticos pelo Comitê de Desenvolvimento da Cidade de Yangon.
| Estrutura                             | Tipo                | Endereço                                    | Notas |
| ------------------------------------- | ------------------- | ------------------------------------------- | ----- |
| Igreja Luterana de Belém              | Igreja              | 181-183 Theinbyu Road                       |       |
| Mesquita Kandawgalay                  | Mesquita            | 106 Upper Pansodan Road                     |       |
| Sede da Associação Metodista          | Igreja              | 20-22 Alanpyapaya Road                      |       |
| Igreja de Santo Antônio               | Igreja              | 24 Upper Pansodan Road                      |       |
| Templo Sri Hanuman                    | Templo hindu        | 21 Kanyeiktha Lane                          |       |
| Templo Sri Marian                     | Templo hindu        | Esquina da Daw Thein Tin Lane e 94th Street |       |
| Templo hindu Sri Nagarthan Sulamani   | Templo hindu        | 57 Factory Lane                             |       |
| Mesquita das Três-Esquinas            | Mesquita            | 35 Upper Pansodan Road                      |       |
| Estação Ferroviária Central de Yangon | Estação ferroviária | Kunchan Lane                                |       |